# 阿氏短赤鯒
阿氏短赤鯒，為輻鰭魚綱鮋形目牛尾魚亞目赤鯒科的其中一種，分布於中西太平洋的菲律賓海域，棲息深度582公尺，體長可達23公分，為底棲性魚類，屬肉食性，生活習性不明。